# Expédition de l'Ouest
L'expédition de l'Ouest (en chinois 太平天國 西征) était une campagne menée par le royaume céleste de Taiping contre la dynastie Qing pendant la Révolte des Taiping.

## Planification
L'expédition occidentale a été conçue par Yang Xiuqing peu de temps après la chute de Nanjing. Il était prévu de marcher le long du fleuve Yangtze et de rencontrer finalement l'expédition nordique concurrente dans le Sichuan. Les Taipings croyaient qu'un tel mouvement de pince pourrait capturer toute la Chine occidentale et septentrionale. Il était également prévu, en conjonction avec l'expédition du Nord, de soulager la pression sur les possessions de Taiping causée par la formation des Qing des fronts nord et sud.

## Expédition
L'expédition de l'Ouest a quitté Nanjing le 19 mai 1853. Moins d'un mois plus tard, elle a repris la ville d'Anqing le 10 juin 1853. À ce moment-là, l'expédition s'est divisée en trois armées distinctes. La première armée, dirigée par Hu Yiguang, a voyagé au nord pour conquérir l'Anhui. Le second, dirigé par Lai Hanying (zh), a voyagé vers le sud pour conquérir le Jiangxi. Le troisième, dirigé par Zeng Tianyang (zh), a attaqué un certain nombre de villes au sud du Yangtsé. Hu Yinguang a capturé avec succès Luzhou, la nouvelle capitale du gouvernement d'Anhui, le 14 janvier 1854. Ce faisant, Hu a vaincu une petite force dirigée par Jiang Zhongyuan, qui s'est suicidé par la suite. Lai a eu moins de succès, car il était incapable de prendre Nanchang, la capitale du Jiangxi. Lai a été remplacé par Wei Jun et Shi Zhenxiang, qui ont déménagé dans le Hubei et le Hunan, capturant finalement Xiangtan le 24 avril 1854. L'expédition occidentale a réussi à capturer Pengze, Hukou et Jiujiang. Il a également vaincu Zeng Guofan au combat, l'amenant à tenter de se suicider à deux reprises. L'expédition occidentale s'est terminée en mars 1856 lorsqu'elle a été rappelée à Nanjing pour renforcer la ville assiégée.

## Analyse
L'expédition de l'Ouest eut un succès limité. Bien qu'un certain nombre de villes clés dans un terrain de recrutement fertile soient tombés, l'Expédition occidentale a finalement été incapable de capturer l'ensemble de la Chine occidentale ou le Yangtsé supérieur. L'entraînement rapide et original du Taiping s'est transformé en une lutte push-and-pull, qui a fourni aux Qing le temps de récupérer et de construire de nouvelles armées avec de nouveaux chefs qui ont finalement condamné la rébellion.
En 1856, Shi Dakai lance une deuxième expédition ouest à destination du Sichuan. Cette autre campagne échoue également lorsqu'il se rend en 1863.